# بیابان عشق
بیابان عشق یک مجموعه تلویزیونی محصول سال ۱۳۸۰ به کارگردانی هوشنگ هدایتی،  می‌باشد که از برنامه سیمای خانواده شبکه یک پخش شد.

## بازیگران
- سروش خلیلی
- فلور نظری
- زهره حمیدی
- افشین نخعی
- جمشید شاه‌محمدی
- آی تک ذاکری
- فاطمه طاهری
- سهیلا مرادی
- فلور سعیدی
- سپیده گلچین
- مهران احمدی
- قربان نجفی
- محمود عزیزی
- نرسی کرکیا